# 兰斯克鲁纳

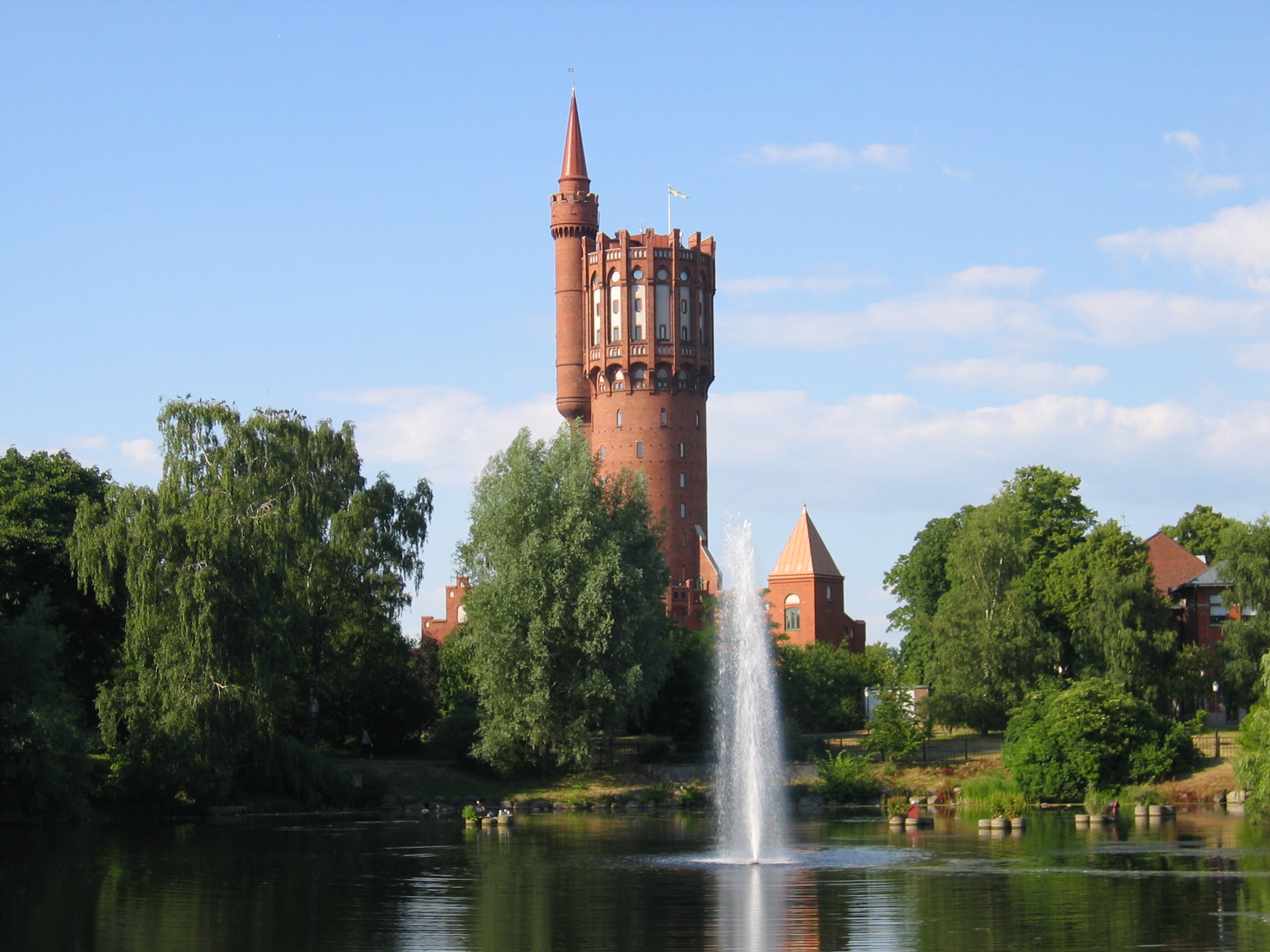
旧水塔是兰斯克鲁纳的一个风景，在很远的地方就可以看到

兰斯克鲁纳（瑞典語：Landskrona）是瑞典南部斯科讷省兰斯克鲁纳市镇的城区，大约有27,000居民。整个兰斯克鲁纳市镇有40,000居民。在瑞典和丹麦的历史上是很重要的一个部分。

## 历史
兰斯克鲁纳位于斯科讷省最好的天然海港。

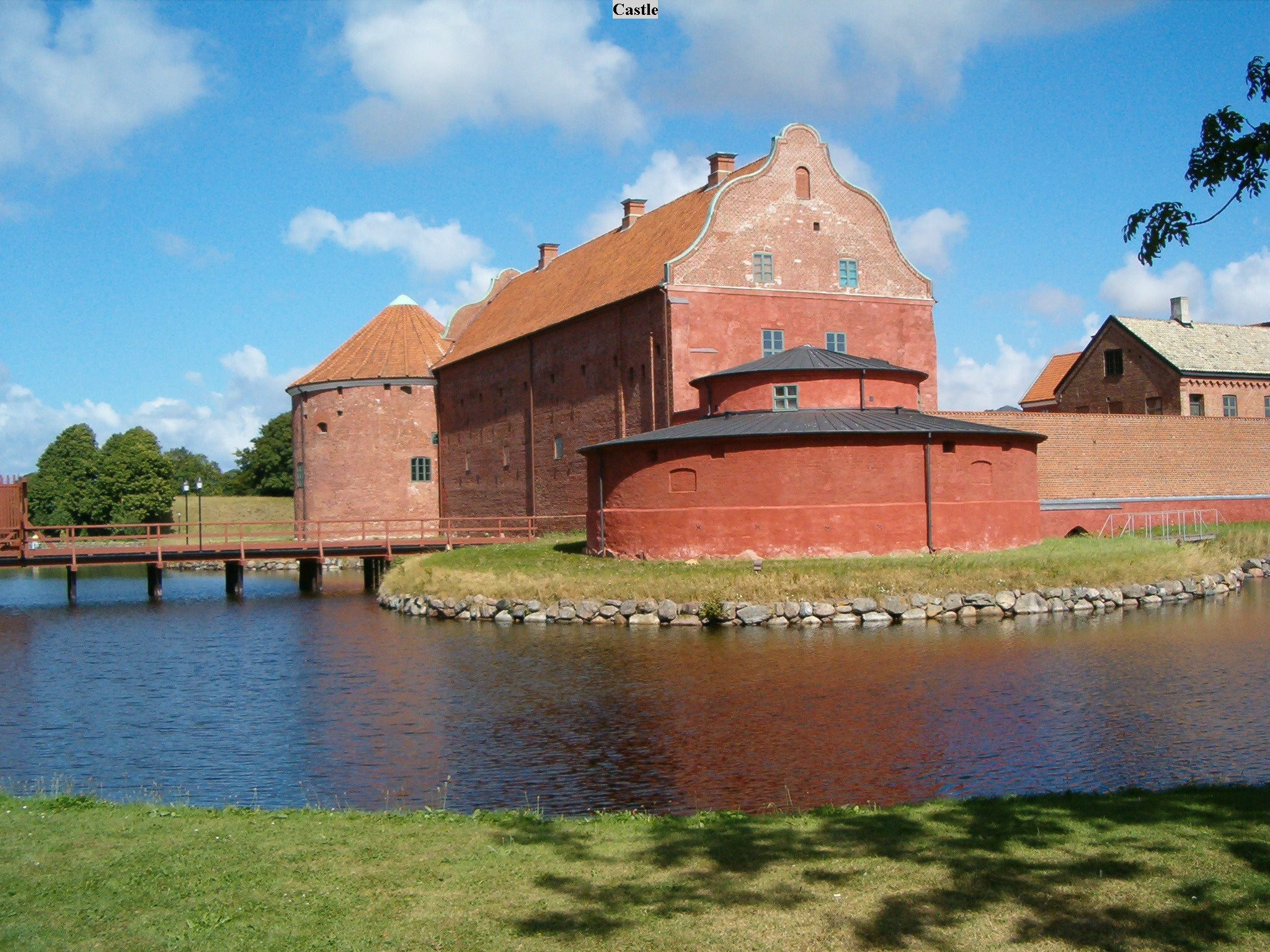
兰斯克鲁纳的城堡

1658年，兰斯克鲁纳割让给瑞典。良好的港口和重要的地理位置使兰斯克鲁纳成为一个贸易中心，在对外贸易中得到一些很特殊权利。防御工事得到了重建，护城河的范围也扩大到400x400米。城堡被认为是当时的斯堪的纳维亚地区最牢固和最先进的。但是在1676年7月8日到8月2日之间被丹麦短期占领。海军上校林德伯格因此次事件以叛国罪处以死刑。
由于种种原因，兰斯克鲁纳没有继续发展下去。之后的瑞典丹麦战争更青睐卡尔斯克鲁纳，在那設置海军的基地，而放弃了兰斯克鲁纳。再往后，马尔默作为南部最重要的商业城市，尽管马尔默直到18世纪才建设了港口。兰斯克鲁纳的军事建设在1747年到1788年之间得到了一些扩展，在1822年停止了建设，1869年废弃。城墙和护城河现在成为一个美丽的休闲胜地。

## 交通

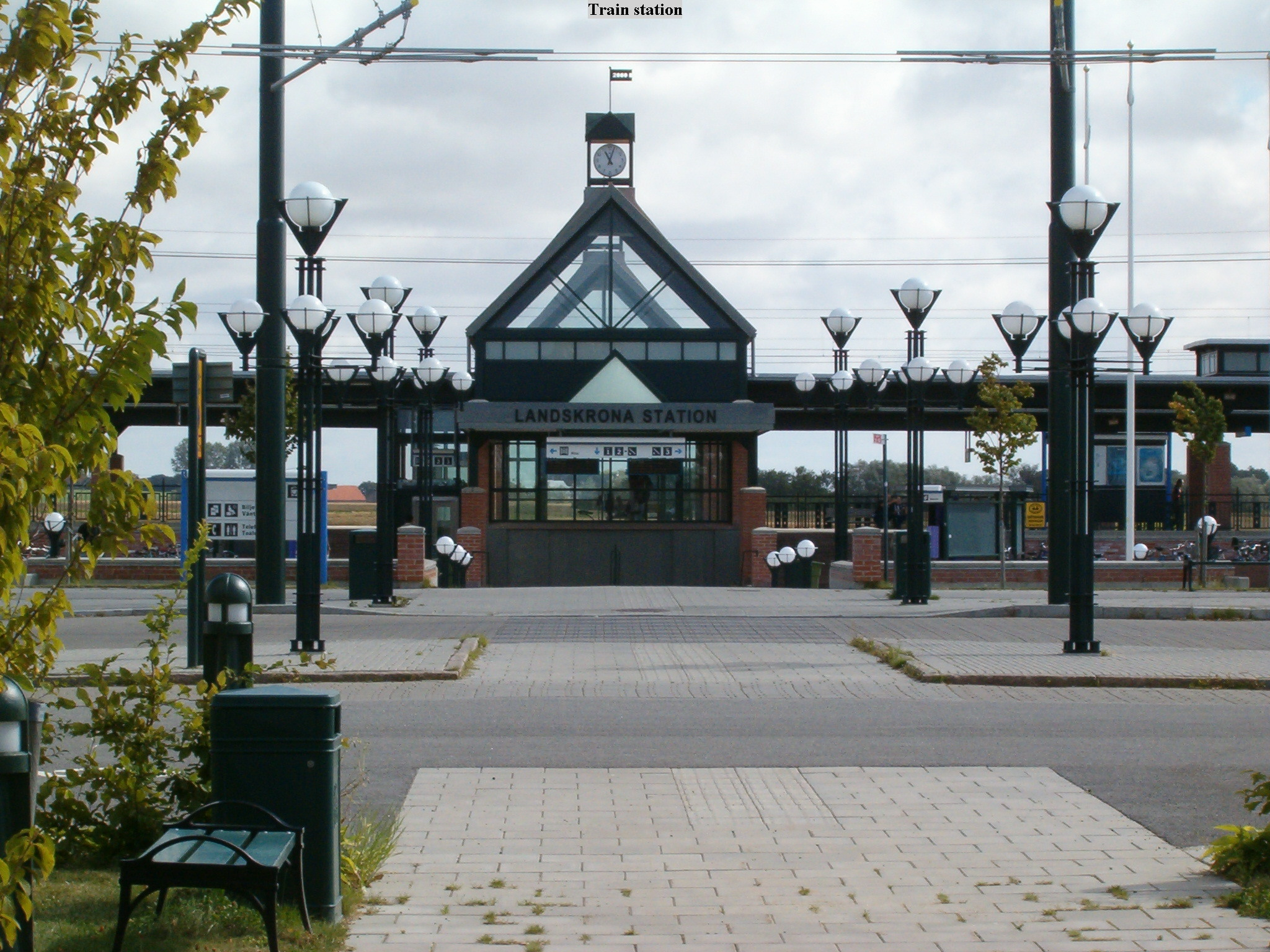
兰斯克鲁纳火车站

2001年1月，兰斯克鲁纳新火车站竣工。火车站位于瑞典西海岸从马尔默到哥德堡主干线上。
兰斯克鲁纳是瑞典唯一有无轨电车的城市。